# Matteo Piantedosi
Matteo Piantedosi (ur. 20 kwietnia 1963 w Neapolu) – włoski prawnik i urzędnik państwowy, prefekt Lodi, Bolonii i Rzymu, od 2022 minister spraw wewnętrznych.

## Życiorys
Ukończył studia prawnicze na Uniwersytecie Bolońskim. Od 1989 urzędnik państwowy w strukturze ministerstwa spraw wewnętrznych. Pracował w prefekturze w Bolonii, był m.in. szefem gabinetu prefekta, a od 2007 zastępcą prefekta. W 2009 został wyższym urzędnikiem w centrali MSW, od 2011 był szefem gabinetu naczelnika jednego z wydziałów. Później do 2012 zajmował stanowisko prefekta prowincji Lodi. W 2012 był m.in. zastępcą szefa gabinetu ministra, później powołano go na zastępcę dyrektora generalnego bezpieczeństwa publicznego. W 2017 mianowany prefektem prowincji Bolonia. W 2018 został szefem gabinetu ministra spraw wewnętrznych Mattea Salviniego, w 2020 uzyskał nominację na prefekta prowincji Rzym.
W październiku 2022 objął urząd ministra spraw wewnętrznych w utworzonym wówczas rządzie Giorgii Meloni.

## Odznaczenia
Odznaczony Orderem Zasługi Republiki Włoskiej klasy V (2008), IV (2011), III (2012) i II (2016).